# Championnat du Ghana de football 2002
Navigation
Saison précédente Saison suivante
La saison 2002 du Championnat du Ghana de football est la quarante-troisième édition de la première division au Ghana, la Premier Division. Elle regroupe, sous forme d'une poule unique, les seize meilleures équipes du pays qui se rencontrent deux fois, à domicile et à l'extérieur. En fin de saison, les deux derniers du classement sont relégués et remplacés par les deux meilleures formations de deuxième division tandis que le 14e doit passer par un barrage de promotion-relégation face au 3e de D2.
C'est le club de Hearts of Oak SC, quintuple tenant du titre, qui remporte à nouveau le championnat cette saison après avoir terminé en tête du classement final, avec cinq points d'avance sur Asante Kotoko et... trente sur Liberty Professionals. C'est le dix-septième titre de champion du Ghana de l'histoire du club.

## Les clubs participants
| - Hearts of Oak SC - Asante Kotoko - Goldfields SC - Great Olympics - Real Tamale United - King Faisal Babies - Berekum Arsenal - Brong Ahafo United - Promu de D2 | - Power FC - Promu de D2 - Prestea Mines Stars - Promu de D2 - Suhum Maxbees FC - Dawu Youngstars - Sekondi Hasaacas - Okwahu United - Liberty Professionals - Bofoakwa Tano FC |

## Compétition
Le barème de points servant à établir les classements se décompose ainsi :
- Victoire : 3 points
- Match nul : 1 point
- Défaite : 0 point

### Classement
| Rang | Équipe                | Pts | J  | G  | N  | P  | Bp | Bc | Diff |
| ---- | --------------------- | --- | -- | -- | -- | -- | -- | -- | ---- |
| 1    | Hearts of Oak SCT     | 78  | 30 | 25 | 3  | 2  | 72 | 18 | +54  |
| 2    | Asante Kotoko         | 73  | 30 | 23 | 4  | 3  | 54 | 20 | +34  |
| 3    | Liberty Professionals | 48  | 30 | 13 | 9  | 8  | 37 | 24 | +13  |
| 4    | Great Olympics        | 44  | 30 | 11 | 11 | 8  | 36 | 33 | +3   |
| 5    | King Faisal Babies    | 40  | 30 | 10 | 10 | 10 | 34 | 29 | +5   |
| 6    | Real Tamale United    | 40  | 30 | 11 | 7  | 12 | 28 | 38 | -10  |
| 7    | Goldfields SC         | 38  | 30 | 9  | 11 | 10 | 34 | 32 | +2   |
| 8    | Brong Ahafo UnitedP   | 38  | 30 | 10 | 8  | 12 | 24 | 38 | -14  |
| 9    | Sekondi Hasaacas      | 37  | 30 | 11 | 4  | 15 | 27 | 33 | -6   |
| 10   | Berekum Arsenal       | 36  | 30 | 10 | 6  | 14 | 24 | 34 | -10  |
| 11   | Prestea Mines StarsP  | 35  | 30 | 10 | 5  | 15 | 22 | 33 | -11  |
| 12   | Bofoakwa Tano FC      | 34  | 30 | 7  | 13 | 10 | 25 | 31 | -6   |
| 13   | Okwahu United         | 32  | 30 | 8  | 8  | 14 | 23 | 27 | -4   |
| 14   | Power FCP             | 31  | 30 | 7  | 10 | 13 | 23 | 35 | -12  |
| 15   | Dawu Youngstars       | 30  | 30 | 7  | 9  | 14 | 28 | 38 | -10  |
| 16   | Suhum Maxbees FC      | 22  | 30 | 4  | 10 | 16 | 23 | 51 | -28  |

|  | Qualification pour la Ligue des champions de la CAF 2003 |
|  | Qualification pour la Coupe des Coupes 2003              |
|  | Participation au barrage de promotion-relégation         |
|  | Relégation directe en deuxième division                  |
|  | T : Tenant du titre P : Promu de deuxième division       |

### Matchs

#### Barrage de promotion-relégation
| Équipe 1 | Résultat | Équipe 2               |
| -------- | -------- | ---------------------- |
| Power FC | 1 - 0    | (D2) Cape Coast Dwarfs |

## Bilan de la saison
| Championnat du Ghana de football 2002 |                              |
| Champion                              | Hearts of Oak SC (17e titre) |
| Coupes et trophées                    |                              |
| Vainqueur de la Coupe du Ghana 2002   | Non disputée                 |
| Qualifications continentales          |                              |
| Ligue des champions de la CAF 2003    | Hearts of Oak SC             |
| Coupe des Coupes 2003                 | Asante Kotoko                |
| Coupe de la CAF 2003                  | Aucun                        |
| Promotions et relégations             |                              |
| Promus en Premier League              | Hearts of Lions Kpando       |
| Promus en Premier League              | Dansoman Stay Cool FC        |
| Relégués en Second League             | Dawu Youngstars              |
| Relégués en Second League             | Suhum Maxbees FC             |